# Cadastre

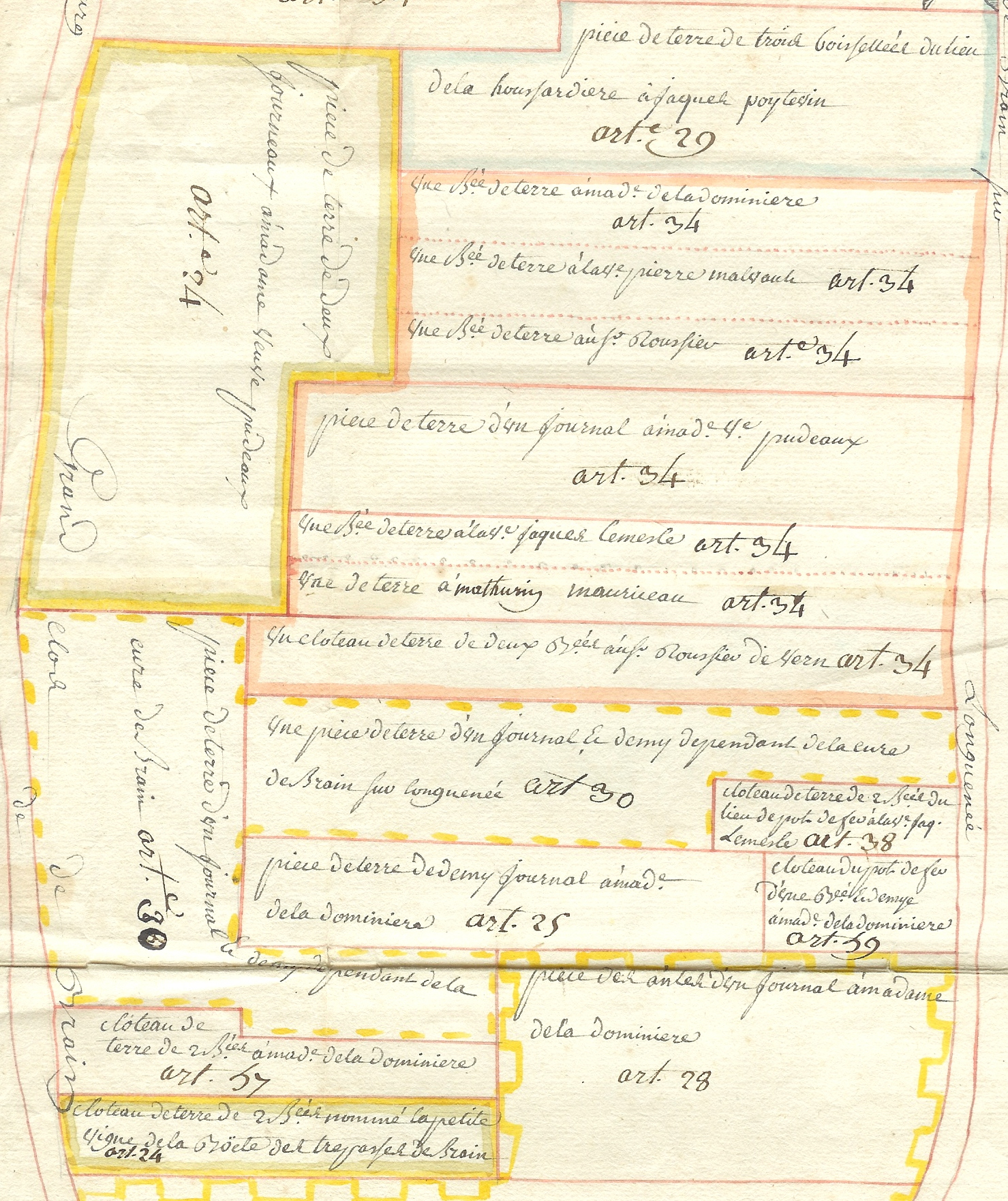
Extrait d’un plan terrier seigneurial de 1750, en Anjou, France

Un cadastre est le plan d'une parcelle inscrit dans un registre dressant l’état de la propriété foncière. Un plan cadastral comporte une vue d'ensemble de cadastres d'une circonscription foncière, d'un territoire foncier ou d'un immeuble détenu en copropriété. Un cadastre peut présenter un lot en :
- cadastre horizontal en deux dimensions ;
- cadastre vertical, représenté en trois dimensions (volume), tel un immeuble détenu en copropriété divise comportant un ou des bâtiments[1].

Le terme cadastre s’applique aussi parfois aux systèmes informatisés ayant le même objet, à l’organisation chargée de maintenir ces documents ou systèmes d’information ou même aux travaux de terrain aboutissant à la constitution de ces documents ou systèmes d’information.
Par extension, le terme cadastre peut impliquer d'autres concepts particuliers : cadastre juridique, cadastre agricole, cadastre solaire, cadastre vert, cadastres des émissions ou des émetteurs de pollution, cadastre fiscal et cadastre des restrictions de droit public à la propriété foncière (cadastre RDPPF).

## Étymologie
Le mot vient du bas-latin capitastrum, un registre de capitation, et[Quoi ?] du grec κατάστιχον / katastikhon, une liste d'enregistrements, de κατὰ στίχον / katà stíkhon — littéralement, « ligne par ligne » avec les directions et distances entre les angles mentionnés et marqués par les monuments et les bornes.[réf. nécessaire]
D'autres langues ont gardé le t originel (exemples : italien catasto, allemand Kataster, slovaque kataster, tchèque katastr, polonais kataster, espagnol catastro, catalan catastre). Toutefois, en grec moderne, il a été remplacé par κτηματολόγιο /ktimato'logio/.

## Histoire du cadastre

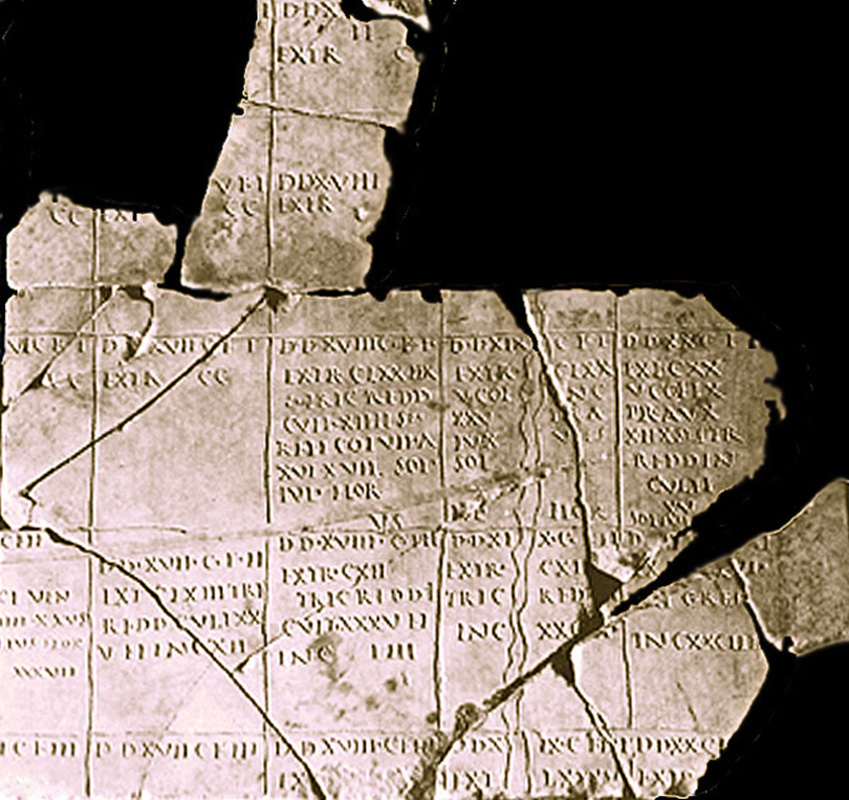
Cadastre d'Arausio.

Connaître l'étendue et la nature des biens de chacun, en faire l'évaluation, se révèle très vite nécessaire afin de répartir équitablement la contribution foncière. C'est l'origine de l'institution du cadastre, remontant à la plus haute Antiquité. Une tablette d'argile datant de 3000 av. J.-C. et donnant le plan coté, la superficie, la description d’un groupe de parcelles, a été retrouvée à Telloh en Mésopotamie. Par ailleurs, le Rocher 1 de Bedolina, désigné cadastre de Bedolina, est un pétroglyphe préhistorique de la Vallée de Camonica (Lombardie, Italie).
Chez les Étrusques, le cadastre est une des actions rituelles et religieuses du bornage de fondation des villes et limites de propriétés, des pratiques inscrites dans l'Etrusca disciplina. Pour le cadastre d'une ville romaine, l'exemple de la colonie d'Orange est connu.
Au Moyen Âge, le cadastre a pour objet l'établissement de la taille dans les provinces. Des registres descriptifs et estimatifs de la propriété, entre autres appelés polyptyque, pouillé, livre terrier, censier ou cartulaire ecclésiastique, accompagnés parfois de plans élémentaires, de qualité très variable suivant les contrées, donnant des renseignements sur l'état parcellaire : surfaces, propriétaires, références à l'article du censif et fiefs concernés.
En France, jusqu'à la révolution de 1789, le cadastre conserve un caractère essentiellement local en dépit de diverses tentatives, comme le cadastre thérésien. Charles VII, Louis XIV, Louis XV, envisagent tour à tour le projet d’un cadastre régulier, base d’un système fiscal cohérent et régulier. Mais la pénurie des finances, le défaut d'instruments et de méthodes perfectionnées, la résistance des grands vassaux, la disparité des provinces font échouer ces tentatives. Toutefois, il faut attendre l’émergence d’un État fort et surtout centralisé pour que naissent les premières tentatives de « cadastration » en masse du territoire national. Ainsi sous le Consulat puis sous l’Empire, une administration du Cadastre se met en place pour parvenir à achever la cadastration du pays vers la fin des années 1850. Le 15 septembre 1807, sous l’impulsion du Ministre des Finances Gaudin, alors que les travaux des cadastres par « masse de culture » sont parfois bien avancés, une loi impose l’abandon des travaux et un changement de méthode, au moyen de mesures géométriques ! La tentative de dresser un cadastre général des propriétés imposables datant du 1er décembre 1790, reposant sur des évaluations approximatives du comité des impositions foncières, puis sur la simple déclaration des propriétaires de bien-fonds, ne remplissait qu'imparfaitement le but qu'on se proposait d'atteindre.
Si les mappes sardes du duché de Savoie passent parfois pour être le premier cadastre graphique européen, au XVIIIe siècle, ce type de document est en fait plus ancien. En Bourgogne, Jean Royhier signe des plans en 1643 (Noiron-sous-Gevrey et Thorey-en-Plaine) en qualité d'"arpenteur juré de la ville de Dijon". Ce savoir-faire rayonne sur la Suisse romande, où l'on rencontre peu après les premiers arpenteurs, Abraham Dubois et Pierre Rebeur, auteurs des plans cadastraux de Denens (1651), Villars-sous-Yens (1661), Denges (1658) et Lausanne vers 1670-1674. Ce chef-lieu lémanique est la première ville de Suisse à bénéficier d'un tel relevé systématique. Ces premiers plans, dits "à vue", sont encore dessinés de manière schématique par les commissaires chargés de la rénovation des droits fonciers. Ces premiers documents graphiques ont surtout pour vocation d'expliciter les "grosses de reconnaissances", épais registres dans lesquels sont détaillés la position et les redevances qui frappent chaque parcelle. Les tout premiers plans cadastraux géométriques, c'est-à-dire précis, font leur apparition à la même époque, notamment avec le plan de la ville de Coppet, vers 1657-1665, qui peut être attribué à l'ingénieur hollandais Maximilien d'Yvoy. Ce document exceptionnel précède de plus d'un demi-siècle le célèbre plan cadastral de la ville de Genève, par l'architecte Jean-Michel Billon, qui travaille sous la direction de l'ingénieur Jacques-Barthélemy Micheli du Crest.

Cadastre de Raffadali, plan du centre habité.

Le royaume des Deux-Siciles avait établi un registre foncier au XIXe siècle. Les archives des cartes cadastrales des territoires et des établissements de la Sicile avaient été conservées par les descendants du marquis Vincenzo Mortillaro de Villarena et avaient longtemps été oubliées. La découverte fortuite a fourni une vaste documentation cartographique de la Sicile du XIXe siècle, considérée comme irrémédiablement perdue.

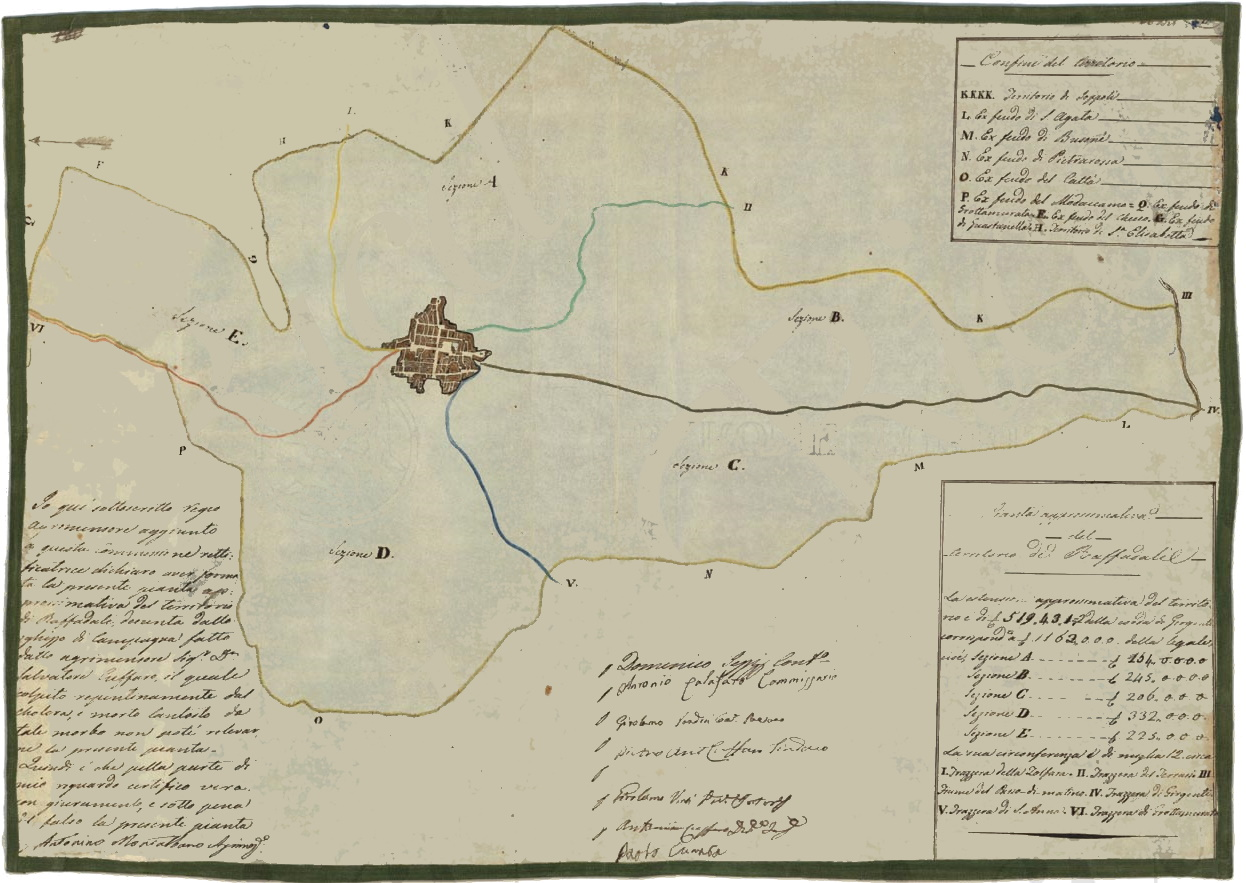
Carte du Catasto borbonico du territoire communal de Raffadali en Sicile.

Les archives de Mortillaro sont constituées de 427 papiers, pour la plupart cadastraux, relatifs aux territoires et zones habitées de l'île et de quelques documents joints. Les cartes sont établies par des géomètres, des architectes, des ingénieurs, des géomètres experts urbains. La rédaction hétérogène et variée des articles est affectée par la sensibilité, la culture et l'expérience de l'éditeur individuel. La qualité des plans topographiques est extrêmement variée tout comme la méthodologie de représentation, oscillant entre les croquis topographiques sommaires, peut-être adoucis par des aquarelles, les vues axonométriques ou à vol d'oiseau et les plans géométriques. Le format est extrêmement variable. Souvent, les cartes portent l'approbation d'une commission spéciale spécialement nommée et présidée par un superviseur des contributions directes et, dans certains cas, également le cachet de l'organisme provincial chargé de la correction.

## Types de cadastre

### Cadastre juridique
Le cadastre fournit un commencement de preuve de la propriété et des droits acquis sur celle-ci. On le retrouve dans les pays germaniques et la Suisse. En France, en raison de l'annexion par l'Allemagne de l'Alsace et de la Moselle de 1871 à 1918, les trois départements du Bas-Rhin, du Haut-Rhin et de la Moselle, ainsi qu'en Belgique, les cantons rédimés ( Eupen, La Calamine, Lontzen, Raeren, Amblève, Bullange, Butgenbach, Burg-Reuland et Saint-Vith) disposent d'un cadastre juridique en liaison avec le livre foncier, disposition maintenue dans son droit local. Le cadastre juridique donne force de loi aux limites d'une propriété (il officialise les coordonnées des sommets de la parcelle). Il correspond à un régime réel (des droits réels que sont la propriété, l'hypothèque, la superficie, l'emphytéose) de la propriété et non à un régime personnel.

### Cadastre agricole
Dans certains pays existe un cadastre spécifique à l'agriculture. Le « cadastre » est souvent à la fois le nom du document et du service administratif qui s'en occupe. Il est par exemple en Angola géré par un service du cadastre agricole (SCA), en collaboration avec la Direction nationale de l’hydraulique agricole et du génie rural (DNHAER) et avec le service d’études hydrauliques (SHE), au sein du Ministère de l’agriculture et du développement rural (MINADER). C'est généralement un outil d'aide à la décision pour les infrastructures agricoles qui vise à optimiser la gestion des sols et de l'eau (irrigation, drainage, hydraulique agricole), des cultures, du bétail, de l'érosion, etc.
On parle aussi parfois (improprement ?) de cadastre écologique (ex « cadastre écologique de vignes » en Hongrie) à propos de documents décrivant les stations écologiques et pédologiques correspondant aux potentialités des sols pour certaines cultures.
En Europe, la notion de cadastre agricole peut désigner la partie agricole de l'enregistrement foncier, qui tend depuis les années 1990 à être numérisé sur SIG.

### Cadastre solaire
Le cadastre solaire permet d'évaluer le potentiel solaire des bâtiments à l'échelle d'un territoire, souvent une ville ou une communauté de communes. En France, de plus en plus de villes mettent à disposition un cadastre solaire en ligne : Lyon sur le quartier Ste Blandine en 2011, Paris en 2013, Annecy en 2016, Brest Métropole en 2016, Bordeaux en 2016.

### Cadastre vert
Le cadastre vert désigne parfois les documents d'urbanisme relatifs à la trame verte ou à la cartographique analytique du tissu végétal urbain. Certaines collectivités ont développé un cadastre (dit « cadastre vert ») spécifique aux espaces verts et qui éventuellement (comme pour la communauté urbaine de Dunkerque dans les années 1990) intègre des éléments de surveillance du réseau écologique des corridors. Le terme de cadastre vert peut aussi être appliqué pour le cadastre du potentiel de végétalisation des toitures (comme pour Annecy, voir le Géoportail dédié).

### Cadastres des émissions ou des émetteurs de pollution
Un cadastre des émissions ou des émetteurs de pollution consiste à répertorier la quantité et la nature des polluants par différentes sources en fonction de leur répartition géographique.

### Cadastre fiscal
Base pour l'impôt foncier, en Belgique, en Chine, en Côte d'Ivoire, en Espagne, en France, en Mongolie et au Portugal.

### Cadastre des restrictions de droit public à la propriété foncière (cadastre RDPPF)
Ce système d'information fait partie du cadastre suisse, à côté du cadastre foncier et de la mensuration officielle. Il rassemble diverses données pouvant affecter l'utilisation d'un bien-fond, par exemple la pollution, la sensibilité au bruit, les zones réservées pour les chemins de fer ou la forêt. Les principales restrictions sont réparties en huit domaines et peuvent être consultées sur le site du cadastre,.

### Sites non banalisables
Les sites non banalisables (c'est-à-dire non aptes à l'usage sans autre précaution particulière), tels que le centre de stockage de la Manche, nécessiteraient une inscription au cadastre, ce qui assurerait une information administrative et qui permettrait de limiter l’utilisation du sol.

## Situation mondiale

### Cadastre belge
Il existait depuis le Moyen Âge dans la Belgique francophone (autour de Liège et de Namur) des actes cadastraux appelés cerclemenage, visant au bornage des propriétés et notamment des seigneuries. Il y a plusieurs variantes de ce terme.
Le cadastre belge est à l'origine issu du cadastre français jusqu'en 1830, date de la révolution et de la constitution de la Belgique.
Au début, la jeune administration du cadastre belge a continué à suivre les décisions prises sous le régime napoléonien. C'est ainsi que furent créés entre 1806 et 1843 les plans cadastraux primitifs.
À la suite de la Première Guerre mondiale, certaines communes de langues germaniques (constituant les cantons communément nommés cantons rédimés) ont été annexées à la Belgique. Dans ces communes, les archives du cadastre recèlent d'anciens documents appelés "Plans noirs" issus du cadastre allemand.
À la suite de la réforme Coperfin, le cadastre est devenu une partie de l'Administration générale de la Documentation patrimoniale qui, bien que faisant encore partie du Service public fédéral Finances, a une vocation de moins en moins fiscale.

### Cadastre congolais
Le cadastre congolais est encore organisé selon les principes tels en vigueur pendant la période coloniale. Par conséquent, 80 % des litiges portent sur des dossiers fonciers. Le 5 avril 2013 le Ministère des Affaires Foncières a signé un contrat du type PPP avec une société belge ayant comme objet la numérisation du cadastre national. Mais, jusqu'aujourd'hui, l’État congolais refuse d'exécuter le contrat signé par son propre ministre. La société Borgerweert (RDC) à Kinshasa poursuit l'exécution de ce projet.

### Le cadastre aux États-Unis
Aux États-Unis, les levés cadastraux du Bureau of Land Management (BLM) tiennent des registres de toutes les terres publiques,. Ces relevés nécessitent souvent un examen détaillé de l'historique de l'utilisation des terres, des rapports juridiques et d'autres documents.
Le Public Lands Survey System est un système de cadastre américain fondé sur une législation en 1785, après la reconnaissance internationale des États-Unis. Le Dominion Land Survey est un levé cadastral similaire effectué dans l'ouest du Canada, commencé en 1871 après la création du Dominion du Canada en 1867. Les deux levés cadastraux sont effectués par rapport au méridien d'origine et aux lignes de base.

### Cadastre russe
À l'époque de l'Empire russe, la mensuration cadastrale et illustrative signifiait l'évaluation d'un domaine afin d'en connaître le revenu et d'imposer des taxes équitables sur la terre. De nos jours, les données obtenues lors de la mensuration cadastrale sont saisies dans Rosreestr. Au cours de ce processus, l'un des points les plus importants est de coordonner la solution de conception avec les propriétaires des territoires voisins.

### Le cadastre au Royaume-Uni
En 1836, le colonel Robert Dawson, des Royal Engineers, a proposé un relevé cadastral à la lumière de l'expérience qu'il avait acquise lors de son détachement auprès de la Commission de la dîme,.

### Cadastre du Luxembourg
À l'instar du cadastre belge, le cadastre luxembourgeois est hérité du Premier Empire et de la domination française.